# Bätterkinden
Bätterkinden é uma comuna da Suíça, situada no distrito administrativo de Emmental, no cantão de Berna. Tem 10,19 km² de área e sua população em 2018 foi estimada em 3.251 habitantes.